# Норвегия на летних Олимпийских играх 1972
Норвегия принимала участие в Летних Олимпийских играх 1972 года в Мюнхене (ФРГ) в пятнадцатый раз за свою историю, и завоевала две золотые, одну серебряную и одну бронзовую медали.

## Медалисты
| Медаль  | Спортсмен                                           | Вид спорта                  | Дисциплина                                  |
| ------- | --------------------------------------------------- | --------------------------- | ------------------------------------------- |
| Золото  | Кнут Кнудсен                                        | Велоспорт                   | Мужчины, индивидуальная гонка преследования |
| Золото  | Лейф Енссен                                         | Тяжёлая атлетика            | Мужчины, до 82,5 кг                         |
| Серебро | Франк Хансен Свейн Тёгерсен                         | Академическая гребля        | Мужчины, двойки парные                      |
| Бронза  | Эгиль Сёбю Стейнар Амундсен Туре Бергер Ян Йохансен | Гребля на байдарках и каноэ | Мужчины, байдарки-четвёрки, 1000 м          |

## Результаты соревнований

### Академическая гребля
В следующий раунд из каждого заезда проходили несколько лучших экипажей (в зависимости от дисциплины). В финал A выходили 6 сильнейших экипажей, ещё 6 экипажей, выбывших в полуфинале, распределяли места в малом финале B.
Мужчины
| Соревнование | Спортсмены                    | Предварительный заезд | Предварительный заезд | Предварительный заезд | Отборочный заезд | Отборочный заезд | Отборочный заезд | Полуфинал | Полуфинал | Полуфинал | Финал   | Финал   | Итоговое место |
| Соревнование | Спортсмены                    | Заезд                 | Время                 | Место                 | Заезд            | Время            | Место            | Заезд     | Время     | Место     | Время   | Место   | Итоговое место |
| ------------ | ----------------------------- | --------------------- | --------------------- | --------------------- | ---------------- | ---------------- | ---------------- | --------- | --------- | --------- | ------- | ------- | -------------- |
| двойки       | Эрик Эрихсен Оке Фискерстранд | 3                     | 7:34,89               | 2                     | 2                | 7:50,21          | 2 Q              | 1         | 7:57,27   | 5 QB      | Финал B | Финал B | 10             |
| двойки       | Эрик Эрихсен Оке Фискерстранд | 3                     | 7:34,89               | 2                     | 2                | 7:50,21          | 2 Q              | 1         | 7:57,27   | 5 QB      | 7:40,55 | 4       | 10             |